# Plusaetis mathesoni
Plusaetis mathesoni är en loppart som först beskrevs av Hamilton Paul Traub 1950.  Plusaetis mathesoni ingår i släktet Plusaetis och familjen fågelloppor. Inga underarter finns listade i Catalogue of Life.